# Ardenis
Ardenis es una localidad del raión de Amasiay, en la provincia de Shirak, Armenia, con una población censada en octubre de 2011 de 135 habitantes. 
Se encuentra ubicada al noroeste de la provincia, a poca distancia del río Akhurian —afluente del río Aras— y de la frontera con Turquía y Georgia.